# 菲律賓美體鰻
菲律賓美體鰻，又稱菲律賓錐體糯鰻（學名：Ariosoma obud），為輻鰭魚綱鰻鱺目糯鰻科的其中一個種，由Albert William Herre在1923年描述，分布於中西太平洋菲律賓海域，為底棲性魚類，肉食性，生活習性不明。